# Merløse Herred

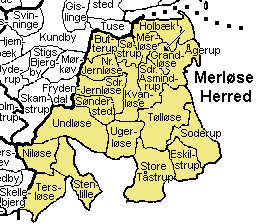
Merløse Herred

Merløse Herred was een herred in het voormalige Holbæk Amt in Denemarken. De herred wordt in Kong Valdemars Jordebog vermeld als Myærløshæreth. In 1970 werd het gebied deel van de nieuwe provincie Vestsjælland. 

## Parochies
Naast de stad Holbæk omvatte de herred 19 parochies.
- Butterup
- Kirke Eskilstrup
- Grandløse
- Kvanløse
- Tveje Merløse
- Niløse
- Nørre Jernløse
- Sankt Nikolai (niet op de kaart)
- Soderup
- Stenlille
- Store Tåstrup
- Sønder Asmindrup
- Sønder Jernløse
- Søndersted
- Søstrup
- Tersløse
- Tølløse
- Ugerløse
- Undløse
- Ågerup